# Carlos Romero (football)
Pour les articles homonymes, voir Carlos Romero et Romero.
Romero  Serrano est un nom espagnol. Le premier nom de famille, en général paternel, est Romero ; le second, en général maternel, souvent omis, est Serrano.
Carlos Romero Serrano, né le 29 octobre 2001 à Torrent en Espagne, est un footballeur espagnol qui évolue au poste d'arrière gauche au RCD Espanyol, en prêt du Villarreal CF.

## Biographie
Né dans la banlieue de Valence, les premiers pas dans le football de Carlos Romero ont eu lieu avec le CF Torre Levante, club avec lequel il fait ses débuts en équipe première, en Tercera División, alors la quatrième division espagnole. 
Le 24 mai 2019, il signe au Villarreal CF initialement en catégories jeunes, étant finalement promu en équipe C en octobre 2020. Il y devient un titulaire régulier et un joueur important pour l'équipe, et est promu en première équipe réserve pour la saison 2022-2023, en deuxième division. C'est là qu'il fait ses débuts professionnels le 29 août 2022, en entrant en jeu dans les dernières minutes d'une défaite 3-0 contre le Granade CF. Le 17 septembre 2023, il fait ses débuts avec l'équipe première en Liga, nommé titulaire lors d'un match contre l'UD Almería remporté 2-1.
En juillet 2024, il est prêté au RCD Espanyol de Barcelone.

## Statistiques
| Saison                | Club                  | Championnat           | Championnat | Championnat | Championnat | Coupe(s) nationale(s) | Coupe(s) nationale(s) | Coupe(s) nationale(s) | Compétition(s) continentale(s) | Compétition(s) continentale(s) | Compétition(s) continentale(s) | Compétition(s) continentale(s) | Total | Total | Total |
| Saison                | Club                  | Division              | M.          | B.          | P.d.        | M.                    | B.                    | P.d.                  | Comp.                          | M.                             | B.                             | P.d.                           | M.    | B.    | P.d.  |
| 2018-2019             | Torre Levante         | Tercera División      | 1           | 0           | -           | -                     | -                     | -                     | -                              | -                              | -                              | -                              | 1     | 0     | 0     |
| Sous-total            | Sous-total            | Sous-total            | 1           | 0           | -           | -                     | -                     | -                     | -                              | -                              | -                              | -                              | 1     | 0     | 0     |
| 2019-2020             | Villarreal CF C       | Tercera División      | 8           | 0           | -           | -                     | -                     | -                     | -                              | -                              | -                              | -                              | 8     | 0     | 0     |
| 2020-2021             | Villarreal CF C       | Tercera División      | 17          | 0           | -           | -                     | -                     | -                     | -                              | -                              | -                              | -                              | 17    | 0     | 0     |
| 2021-2022             | Villarreal CF C       | Tercera Federación    | 35          | 0           | -           | -                     | -                     | -                     | -                              | -                              | -                              | -                              | 35    | 0     | 0     |
| Sous-total            | Sous-total            | Sous-total            | 60          | 0           | -           | -                     | -                     | -                     | -                              | -                              | -                              | -                              | 60    | 0     | 0     |
| 2022-2023             | Villarreal CF B       | Segunda División      | 24          | 0           | 2           | -                     | -                     | -                     | -                              | -                              | -                              | -                              | 24    | 0     | 2     |
| 2023-2024             | Villarreal CF B       | Segunda División      | 22          | 0           | 4           | -                     | -                     | -                     | -                              | -                              | -                              | -                              | 22    | 0     | 4     |
| Sous-total            | Sous-total            | Sous-total            | 46          | 0           | 6           | -                     | -                     | -                     | -                              | -                              | -                              | -                              | 46    | 0     | 6     |
| 2022-2023             | Villarreal CF         | La Liga               | 0           | 0           | 0           | 0                     | 0                     | 0                     | C4                             | 0                              | 0                              | 0                              | 0     | 0     | 0     |
| 2023-2024             | Villarreal CF         | La Liga               | 7           | 0           | 0           | 1                     | 0                     | 1                     | C3                             | 0                              | 0                              | 0                              | 8     | 0     | 1     |
| Sous-total            | Sous-total            | Sous-total            | 7           | 0           | 0           | 1                     | 0                     | 1                     | -                              | 0                              | 0                              | 0                              | 8     | 0     | 1     |
| 2024-2025             | RCD Espanyol (prêt)   | La Liga               | 19          | 2           | 1           | 1                     | 0                     | 0                     | -                              | -                              | -                              | -                              | 20    | 2     | 1     |
| Total sur la carrière | Total sur la carrière | Total sur la carrière | 133         | 2           | 7           | 2                     | 0                     | 1                     | -                              | 0                              | 0                              | 0                              | 135   | 2     | 8     |